# وليام كولنز (ناشر)
وليام كولنز (12 أكتوبر 1789 - 2 يناير 1853) كان مدرسًا ومحررًا وناشرًا اسكتلنديًا أسس وليام كولنز وأبناؤه، وهي الآن جزء من هاربر كولنز. ولد وليام كولنز في إيستوود، رينفروشاير، في 12 أكتوبر 1789. كان عامل مطحنة أسس شركة في عام 1819 للطباعة والنشر. نشرت الشركة في النهاية الكتيبات والخطب وكتب الترانيم وكتب الصلاة بالإضافة إلى مجموعة واسعة من المنتجات المكتبية. بحلول عام 1824، أنتج أول قاموس للشركة، وهو المعجم اليوناني والإنجليزي. كان له دور فعال في جلب توماس تشالمرز من كيلماني إلى غلاسكو. كما حصل على ترخيص لنشر الكتاب المقدس في أربعينيات القرن التاسع عشر. كان مروجًا لأول حركة اعتدال في اسكتلندا. أسس جمعية بناء كنيسة غلاسكو التي أنشأت 20 كنيسة جديدة. توفي في 2 يناير 1853 في روثيساي، بوتشاير.